# 韦尔桑维尔
韦尔桑维尔（法語：Versainville，法語發音：[vɛʁsɛ̃vil] ⓘ）是法国卡尔瓦多斯省的一个市镇，属于卡昂区。该市镇总面积7.7平方公里，2009年时的人口为469人。

## 人口
韦尔桑维尔人口变化图示
| 数据来源：INSEE |